# Décès en octobre 1970
Décès
- 1966
- 1967
- 1968
- 1969
- 1970
- 1971
- 1972
- 1973
- 1974

Pour une information complémentaire, voir la page d'aide.

| Date       | Nom                 | Pays                 | Activités                         | Âge | Source |
| ---------- | ------------------- | -------------------- | --------------------------------- | --- | ------ |
| 14 octobre | Jeanne Burgues-Brun | Drapeau de la France | Poétesse et romancière française. | 84  |        |